# Lajedo (Lajes das Flores)
Lajedo es una freguesia portuguesa perteneciente al concejo de Lajes das Flores, situado en la Isla de Flores, Región Autónoma de Azores. Posee un área de 6,73 km² y una población total de 107 habitantes (2001). La densidad poblacional asciende a 15,9 hab/km².
- Datos: Q1019695
- Multimedia: Lajedo (Lajes das Flores) / Q1019695

1. ↑  Worldpostalcodes.org,código postal n.º 9960-360.